# Cantón de Thoiry
El cantón de Thoiry (en francés canton de Thoiry) es una circunscripción electoral francesa del departamento de Ain, en la región de Auvernia-Ródano-Alpes. La cabecera (bureau centralisateur en francés) está en Thoiry.

## Historia
Fue creado por el decreto del 13 de febrero de 2014 que entró en vigor en el momento de la primera renovación general de asamblearios departamentales en marzo de 2015.

## Composición
- Challex
- Chevry
- Chézery-Forens
- Collonges
- Crozet
- Échenevex
- Farges
- Léaz
- Lélex
- Mijoux
- Péron
- Pougny
- Saint-Jean-de-Gonville
- Ségny
- Sergy
- Thoiry